# Shanece McKinney
Shanece Laiquale McKinney (Mobile, 25 agosto 1992) è una cestista statunitense, professionista nella WNBA.